# Leclercera thamsangensis
Espèce
Leclercera thamsangensis est une espèce d'araignées aranéomorphes de la famille des Psilodercidae.

## Distribution
Cette espèce est endémique de la province de Loei en Thaïlande. Elle se rencontre à Phan Nok Kao dans la grotte Tham Wat Phu Sang.

## Description
Le mâle holotype mesure 2,44 mm et la femelle paratype 1,97 mm.

## Étymologie
Son nom d'espèce, composé de thamsang et du suffixe latin -ensis, « qui vit dans, qui habite », lui a été donné en référence au lieu de sa découverte, la grotte Tham Wat Phu Sang.

## Publication originale
- Chang & Li, 2020 : Thirty-one new species of the spider genus Leclercera from Southeast Asia (Araneae, Psilodercidae). ZooKeys, no 913, p. 1-87 (texte intégral).